# Mean Girls 2
Mean Girls 2 (bra: Meninas Malvadas 2; prt: Giras e Terríveis 2) é um telefilme original da Paramount Pictures estrelado por Meaghan Martin, Jennifer Stone e Maiara Walsh. No elenco também estão os atores Diego González, Nicole Anderson e Claire Holt. O filme é uma sequência de Mean Girls (2004). O filme foi filmado em Atlanta. A estreia do filme foi nos Estados Unidos em 23 de janeiro de 2011 na Abc Family. Ele não foi bem recebido por críticos como seu antecessor e foi listado como uma das vinte piores sequências de todos os tempos.

## Enredo
A história gira em torno de uma aluna nova no colégio, a Jo (Meaghan Martin). Ela começa o último ano de escola com apenas uma regra: evitar os conflitos femininos. Mas Abby Hanover (Jennifer Stone) é tímida e sofre nas garras da garota mais popular do colégio a Mandi Weatherly e suas amigas, juntas conhecidas como "As Plásticas". Então o pai de Abby pede para Jô se tornar amiga dela em troca de pagar todos os custos da faculdade de seus sonhos. Ela reluta, mas aceita. Juntas Jô e Abby se tomam o trono de popularidade de Mandi. A história se torna uma batalha de popularidade e amizade, até que finalmente uma das garotas descobre que sua amizade tinha sido comprada.

## Elenco
- Meaghan Jette Martin como Jo Mitchell
- Jennifer Stone como Abby Hanover
- Maiara Walsh como Mandi Weatherly
- Nicole Anderson como Hope Plotkin
- Claire Holt como Chastity Meyer
- Diego González como Tyler Adams
- Tim Meadows   como  Diretor Ron Duvall
- Bethany  Anne Lind  como Quinn Shinn
- Linden Ashby  como  Rod Mitchell